# ヤーコプ・グリュン
ヤーコプ・モーリッツ・グリュン（Jakob Moritz Grün 1837年3月13日 - 1916年10月1日）は、ハンガリー出身のオーストリアのヴァイオリニスト。

## 生涯

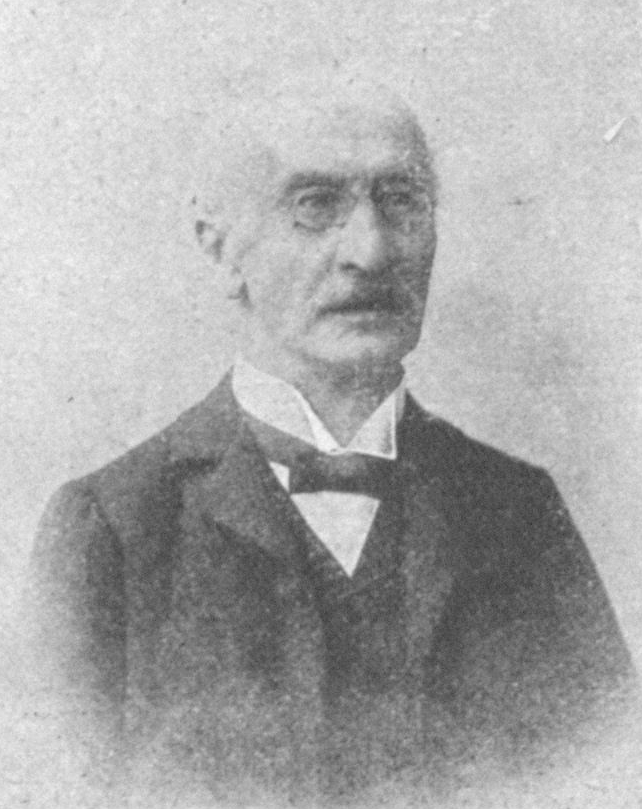
グリュン

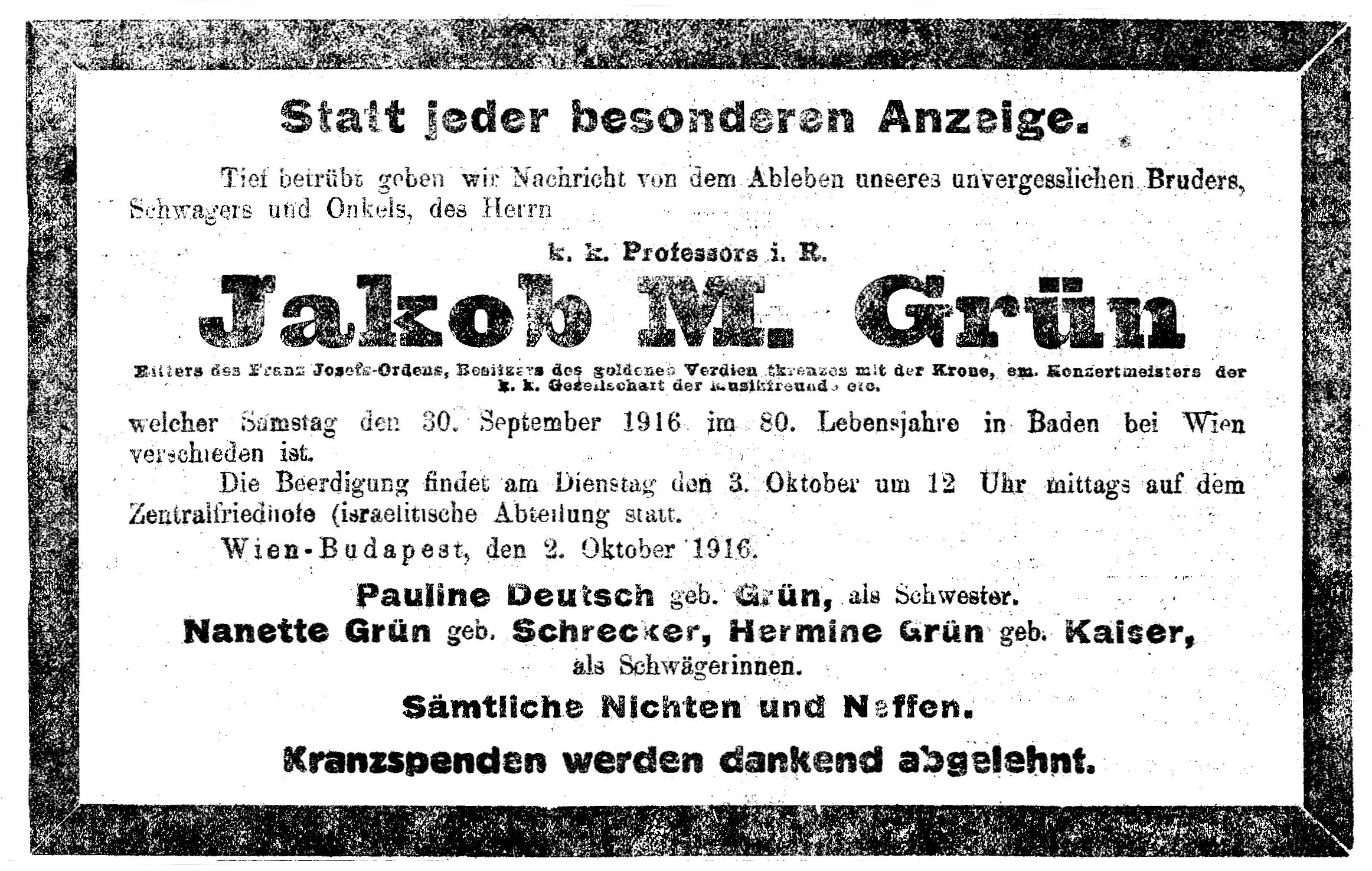
死亡記事

ペシュトに生まれた。同市において最初の音楽指導を受け、次いでウィーンでヨーゼフ・ベームの下で個人的にヴァイオリンのレッスンを受けた。その後ライプツィヒ音楽院においてモーリッツ・ハウプトマンの薫陶を受けた。
1858年から1861年にかけてはヴァイマルの宮廷管弦楽団の第1ヴァイオリンを務め、以降1865年までをハノーファーの宮廷管弦楽団で過ごした。ここではヨーゼフ・ヨアヒムと知り合っている。ここから数年間はソリストとして演奏旅行でドイツ、オランダ、イングランドを歴訪している。
1868年10月1日にウィーン帝立・王立宮廷歌劇場（ウィーン・フィルハーモニー管弦楽団）のコンサートマスターに就任、1897年まで同楽団に在籍した。1877年から1908年の間にはウィーン音楽院で教鞭を執り、あらゆる世代に対してウィーンのヴァイオリン楽派の伝統に基づき指導を施した。門人にはアドルフ・バーク、フレッシュ・カーロイ、ローザ・ホホマン、フランツ・クナイゼル、フリッツ・クライスラー、マクス・レヴィンガー、フランツ・マイレッカー、ハンス・ヴェッセリー、マクス・ヴァイスゲルバーらがいる。
グリュンの住居はウィーンのヴィーデン、ホイガッセ18（現在のプリンツ＝オイゲン通り）に位置していた。
バーデン・バイ・ウィーンで最期を迎えたグリュンの墓地はウィーン中央墓地の第1区画に所在している。

## 褒賞
- フランツ・ヨーゼフ勲章（英語版） ナイト・クロス
- Zivil-Verdienstkreuz
- Königlich rumänische Medaille für Kunst und Wissenschaft „Bene merenti“ I. Klasse
- K. k. Professorentitel
- ウィーン・トーンキュストラー管弦楽団（ニーダーエスターライヒ州の楽団とは異なる）の名誉団員